# Ralph Vos
Ralph Vos (Geffen, 1 oktober 1996) is een Nederlands voormalig voetballer die speelde als doelman. Tussen 2014 en 2025 was hij actief voor RKC Waalwijk, FC Den Bosch, TOP Oss, SV OSS '20, Blauw Geel '38, UDI'19 en OJC Rosmalen. 

## Clubcarrière
Vos speelde in de jeugd van VV Nooit Gedacht en RKSV Margriet en werd in 2009 opgenomen in de gedeelde opleiding van Willem II en RKC Waalwijk. In 2013 koos de doelman voor RKC, omdat hij daar meer kansen zag. Vos maakte zijn debuut voor de Waalwijkse club op 16 maart 2015, toen met 4–1 verloren werd van FC Oss. Als vervanger van Arjan van Dijk verdedigde hij het gehele duel het doel. In de zomer van 2016 verliet hij na zevenentwintig RKC-duels voor FC Den Bosch. Hier was hij slechts reserve en na een jaar verkaste hij naar TOP Oss.
Hij verliet het profvoetbal in 2018 en ging achtereenvolgens spelen voor SV OSS '20, Blauw Geel '38 en UDI'19. Na een jaar zonder club tekende Vos in de zomer van 2024 voor OJC Rosmalen. Op 30 oktober 2024 was Vos trefzeker in de KNVB Beker tegen VV Eemdijk. Ondanks zijn goal ging het duel met 2–1 verloren. Vos besloot in de zomer van 2025 op achtentwintigjarige leeftijd een punt achter zijn actieve loopbaan te zetten.

## Clubstatistieken
| Seizoen | Club           | Competitie     | Competitie | Competitie | Beker | Beker | Internationaal | Internationaal | Totaal | Totaal |
| Seizoen | Club           | Competitie     | Wed.       | Dlp.       | Wed.  | Dlp.  | Wed.           | Dlp.           | Wed.   | Dlp.   |
| ------- | -------------- | -------------- | ---------- | ---------- | ----- | ----- | -------------- | -------------- | ------ | ------ |
| 2014/15 | RKC Waalwijk   | Eerste divisie | 4          | 0          | 0     | 0     | —              | —              | 4      | 0      |
| 2015/16 | RKC Waalwijk   | Eerste divisie | 23         | 0          | 1     | 0     | —              | —              | 24     | 0      |
| 2016/17 | FC Den Bosch   | Eerste divisie | 0          | 0          | 0     | 0     | —              | —              | 0      | 0      |
| 2017/18 | TOP Oss        | Eerste divisie | 0          | 0          | 0     | 0     | —              | —              | 0      | 0      |
| 2018/19 | SV OSS '20     | Derde divisie  | 13         | 0          | 0     | 0     | —              | —              | 13     | 0      |
| 2019/20 | Blauw Geel '38 | Derde divisie  | 22         | 0          | 2     | 0     | —              | —              | 24     | 0      |
| 2020/21 | UDI'19         | Hoofdklasse    | 5          | 0          | 0     | 0     | —              | —              | 5      | 0      |
| 2021/22 | UDI'19         | Hoofdklasse    | 10         | 0          | 0     | 0     | —              | —              | 10     | 0      |
| 2022/23 | UDI'19         | Derde divisie  | 25         | 0          | 1     | 0     | —              | —              | 26     | 0      |
| 2024/25 | OJC Rosmalen   | Vierde divisie | 28         | 0          | 3     | 1     | —              | —              | 31     | 1      |
| Totaal  | Totaal         | Totaal         | 133        | 0          | 7     | 1     | 0              | 0              | 140    | 1      |